# Mangaldai
Mangaldai är en ort i Indien.   Den ligger i distriktet Darrang och delstaten Assam, i den östra delen av landet, 1 500 km öster om huvudstaden New Delhi. Mangaldai ligger 62 meter över havet och antalet invånare är 24 871.
Terrängen runt Mangaldai är mycket platt. Runt Mangaldai är det tätbefolkat, med 411 invånare per kvadratkilometer. Närmaste större samhälle är Kālāigaon, 15,6 km norr om Mangaldai. Trakten runt Mangaldai består till största delen av jordbruksmark.